# پیامبران (مجموعه تلویزیونی)
پیامبران مجموعه پویانمایی تلویزیونی به تهیه کنندگی صادق کریمیان، کارگردانی سلمان خورشیدی و وحید هماتاش و نویسندگی محمدرضا عابدی شاهرودی است. هر قسمت از این انیمیشن داستان زندگی یک پیامبر را روایت می‌کند. این انیمیشن محصول سال ۱۳۹۴ است و به سه زبان فارسی، عربی و ترکی ساخته شده است.

## خلاصه داستان
این انیمیشن روایت‌هایی از زندگی پیامبران الهی است که چگونه مردم را راهنمایی و به یکتاپرستی دعوت می‌کنند. این داستان‌ها برگرفته از روایت‌های قرآن هستند.

## تولید
این اثر با کیفیت «فول تری دی» و به صورت «موشن کپچر» کار شده چراکه در این مجموعه هر بار داستان یک پیامبر به تصویر کشیده می‌شود و با توجه به داستان لوکیشن‌ها، شخصیت‌ها و لباس‌های جدیدی باید طراحی شود که تنوع کار را بالا می‌برد. در این انیمیشن داستان آدم و حوا، نوح، ادریس، ابراهیم، صالح، فیل‌سواران ابرهه و… روایت می‌شود.